# Матвиенко, Владислав Иванович
Владисла́в Ива́нович Матвие́нко (27 сентября 1967, Ставрополь, РСФСР, СССР) — советский и российский футболист, российский футбольный тренер.

## Карьера

### Клубная
Начал карьеру игрока в «Локомотиве» Минеральные Воды. В 1989 году пришёл в «Океан» Находки, в котором играл во второй союзной лиге и выиграл Кубка РСФСР. Следующие 2 года провел в первой союзной лиге в ставропольском «Динамо». С 1991 по 1997 года 8 сезонов выступал за различные клубы Высшей лиги. После нескольких сезонов в первом дивизионе в 2001 году вернулся в «Океан». Проявил себя как отличный плеймейкер, но из-за болезни покинул Находку. Вместе с Олегом Гариным отправился на Сахалин, где в течение сезона играл за «Нефтяник» Ноглики. Полтора года отыграл во втором дивизионе зоны «Юг» за будённовскую «Жемчужину». В 2005 году в 38-летнем возрасте третий раз стал игроком «Океана». Вместе с другим ветераном Юрием Шпирюком помог клубу преодолеть кризис. Завершил карьеру игрока в 2007 году.

### Тренерская
Работал администратором «Океана». В 2009 году начал проходить обучение в ВШТ, в конце 2010 года сдал необходимые экзамены и получил лицензию категории «В». С февраля 2011 года руководил командой.

## Достижения
- Обладатель Кубка РСФСР: 1989